# Región de Düsseldorf
Región de Düsseldorf es una de las cinco Regierungsbezirke de Renania del Norte-Westfalia, Alemania , situada en el noroeste del país. Se cubre la parte occidental de la Cuenca del Ruhr , así como la Tiefebene Niederrheinische, en la zona Bajo Rin. Es la más poblada de todas las áreas administrativas alemanas de la clase.
| Kreise (Distritos)                                           | Kreisfreie Städte (Distritos urbanos) |
| ------------------------------------------------------------ | --- |
| 1. Cléveris (Kleve) 2. Mettmann 3. Neuss 4. Viersen 5. Wesel | 1. Duisburgo (Duisburg) 2. Düsseldorf 3. Essen 4. Krefeld 5. Mönchengladbach 6. Mülheim 7. Oberhausen 8. Remscheid 9. Solingen 10. Wuppertal |

- Datos: Q7926
- Multimedia: Regierungsbezirk Düsseldorf / Q7926